# Специальный субъект преступления
Специальный субъект преступления — это лицо, которое, помимо общих признаков субъекта преступления, обладает также дополнительными признаками, необходимыми для привлечения его к уголовной ответственности за конкретное совершённое преступление.
Некоторые уголовно-правовые нормы сконструированы таким образом, что предусмотренное ими деяние может совершить только лицо, обладающее определёнными признаками. Например, неправосудный приговор может вынести только судья, нести ответственность за неоказание медицинской помощи может только лицо, обязанное её оказывать и т. д. В таких случаях говорят, что преступление совершено специальным субъектом.

## Понятие специального субъекта
В теории уголовного права нет единого мнения по поводу определения специального субъекта. Ю. В. Тарасова обобщает мнения специалистов по данному вопросу:
«Одни ученые специальным субъектом называют лицо, которому наряду с общими признаками субъекта присущи и дополнительные качества (B. C. Орлов, A. M. Лазарев, Г. Н. Борзенков). Другие говорят о специальном субъекте как о лице, которое обладает конкретными особенностями, указанными в диспозиции статьи (Н. С. Лейкина, Н. П. Грабовская, В. А. Владимиров, Г. А. Левицкий). Третьи понимают под специальным субъектом лиц, которые кроме необходимых признаков субъекта преступления (достижение определенного возраста, вменяемость) должны обладать еще особыми, обусловленными их деятельностью или характером возложенных на них обязанностей, признаками, в силу которых только они могут совершить данное преступление (Ш. С. Рашковская, Р. Орымбаев)».
С. А. Семёнов отмечает, что специфика преступления со специальным субъектом такова, что «вред общественному отношению (объекту преступления) наносится изнутри одним из субъектов правоотношения, являющимся одновременно и субъектом преступления».

## Закрепление признаков специального субъекта в уголовном законе
Признаки специального субъекта могут быть как прямо закреплены в уголовном законе, так и непосредственно вытекать из него. Например, в Уголовном кодексе Российской Федерации признаки специального субъекта в явной форме закреплены в главе 30, предусматривающей ответственность за преступления против государственной власти, государственной службы и службы в органах местного самоуправления: им является должностное лицо. В других случаях признаки специального субъекта непосредственно вытекают из содержания статьи, хотя прямо в ней и не упомянуты. Например, к этому типу в УК РФ относится норма об изнасиловании (ст. 131 УК РФ): изнасилование может быть совершено только мужчиной.
В некоторых случаях для определения конкретного круга субъектов, которые могут нести ответственность за совершение преступления необходимо обращение к нормативно-правовым актам других отраслей права.
Признаки специального субъекта могут фиксироваться в законе как в позитивной, так и в негативной форме. Так, признаки должностного лица в УК РФ определены позитивно, а признаки субъекта незаконного производства аборта (ч. 1 ст. 123 УК РФ) — негативно, поскольку им является любое лицо, не имеющее высшего медицинского образования по соответствующей специальности.

## Классификация признаков специального субъекта
Признаки — характеристики специального субъекта можно классифицировать, сгруппировав их по 3 блокам:
1. Характеристики правового статуса субъекта:
  - государственно-правовое положение (гражданство);
  - деятельность в сфере обороны государства;
  - деятельность в сфере транспорта (водитель транспортного средства);
  - должностные полномочия;
  - иные специальные полномочия (например, хранение государственной тайны);
  - деятельность в качестве предпринимателя;
  - брачно-семейный статус;
  - статус субъекта как участника судопроизводства;
  - деятельность в сфере медицины.
2. Социально-правовые и психофизиологические свойства личности виновного:
  - пол лица;
  - возраст;
  - иные биологические показатели — заболевание венерическим заболеванием и ВИЧ-инфекцией;
3. Характеристика выполняемой роли в процессе совершения преступления:
  - организатор;
  - руководитель;
  - участник.

## Значение признаков специального субъекта
Значение признаков специального субъекта выражается в том, что они:
1. Могут выступать как конструктивные признаки состава преступления, без которых данный состав отсутствует.
2. Могут выступать квалифицирующим признаком, образующим состав преступления при отягчающих обстоятельствах.
3. Могут иметь значение для индивидуализации наказания, выступая в качестве обстоятельства, смягчающего или отягчающего наказание.